# 哈赞赤
哈赞赤，元朝将领，钦察台氏，乞台之子。
哈贊赤襲父職领欽察衛，跟随土土哈在魁烈儿击败哈丹罕。大德五年（1301年）在杭爱山作战。又跟随元武宗亲征哈剌阿答。跟随床兀儿攻打不别、八怜，为前锋，因功受赏。皇庆二年（1313年），授金符，为千户。延祐四年（1317年）跟随和世㻋举兵反对元仁宗，在失剌塔儿马失大战秃满帖木儿，不胜。和世㻋北奔金山，哈赞赤在该地居住十三年。天历二年（1329年），和世㻋即位为元明宗，赐他金符，为昭勇大将军、同知大都督府事。去世。